# Eleccions presidencials de Guinea Equatorial de 1989
Les eleccions presidencials de Guinea Equatorial de 1989 es van celebrar el 25 de juny de 1989, les primeres des de 1973, encara que el president Teodoro Obiang Nguema Mbasogo havia iniciat una mandat de set anys en 1982 aprovat en un referèndum en 1982. Va ser l'únic candidat i fou reelegit sense oposició amb el 99% dels vots.